# San Joaquin River
Der San Joaquin [ˌsæn hwɑːˈkiːn] ist mit rund 560 km nach dem Sacramento River der zweitlängste Fluss des US-Bundesstaates Kalifornien. Er ergießt sich im Südosten Kaliforniens, von den steilen Westhängen der Sierra Nevada in die Region um die Stadt Fresno im San-Joaquin-Tal und fließt dann weiter in nordwestliche Richtung, wo er sich schließlich im Sacramento-San Joaquin River Delta mit dem Sacramento vereinigt und über die Carquinez-Straße in die Bucht von San Pablo und San Francisco fließt.
Der San Joaquin und seine Nebenflüsse Stanislaus River, Tuolumne River, Merced River, Calaveras River und Mokelumne River haben ein Einzugsgebiet von etwa 83.000 km² im kalifornischen San Joaquin Valley.

## Verlauf
Aus der Sierra Nevada kommend fließt der San Joaquin westwärts in das kalifornische Central Valley in die Region um Fresno. Die meisten Nebenflüsse treffen in diesem Tal auf den San Joaquin. Von hier aus fließt der Fluss nordwestlich in Richtung Stockton, wobei er sich jedoch noch vor Stockton in mehrere Nebenarme verzweigt. Im Mündungsgebiet mit dem Sacramento River bildet der San Joaquin das Sacramento-San-Joaquin-Binnendelta.

## Mündung
Der San Joaquin River mündet bei Antioch in den Sacramento River. Auf dem Weg in diese Mündung liegt das Sacramento-San Joaquin River Delta (ein Binnendelta). Der Fluss verzweigt sich in zahlreiche Mündungsarme, von denen der Old River und der Middle River die größten sind.

## Weblinks

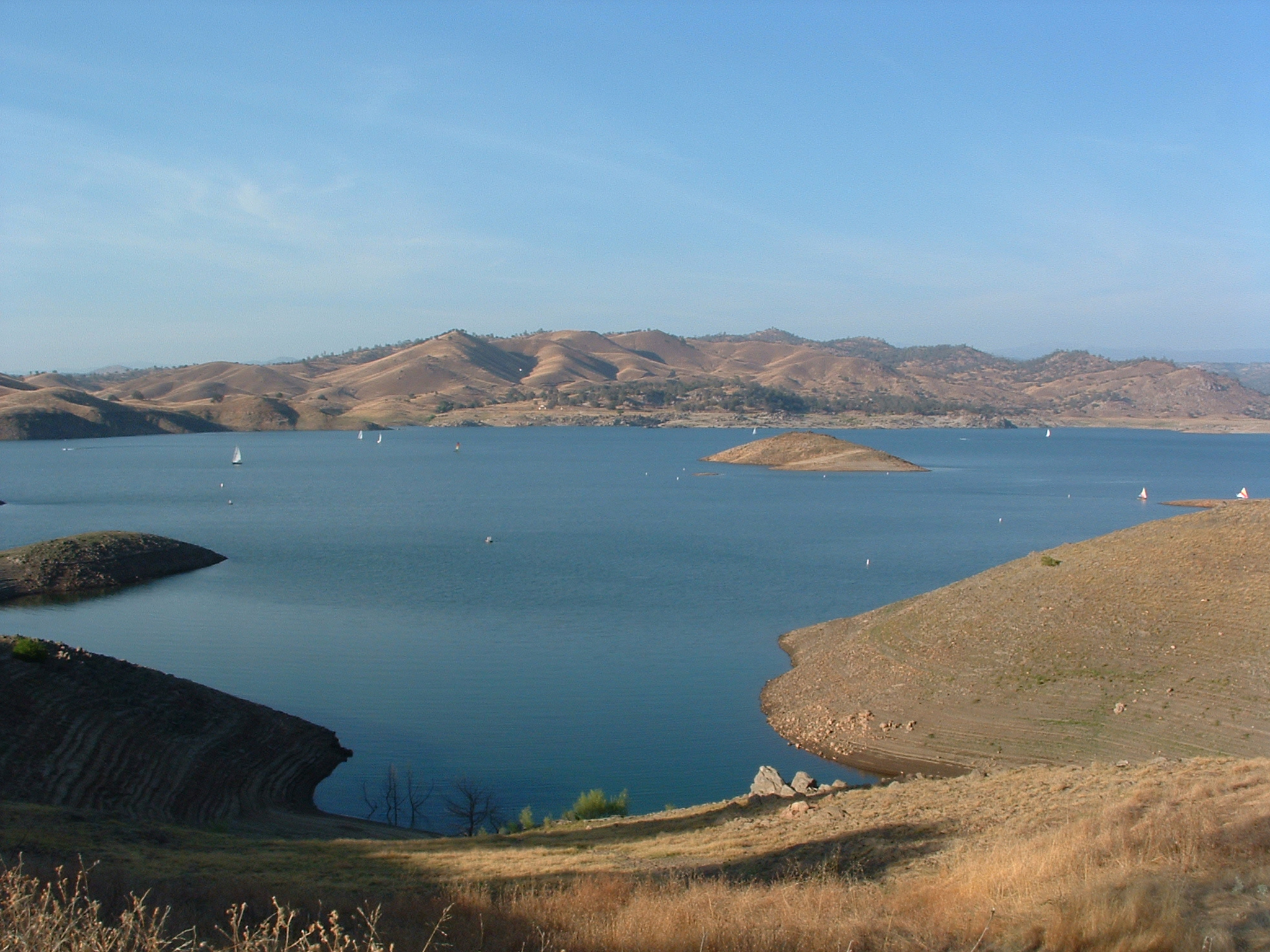
Der Millerton Stausee, etwa 25 km nördlich von Fresno

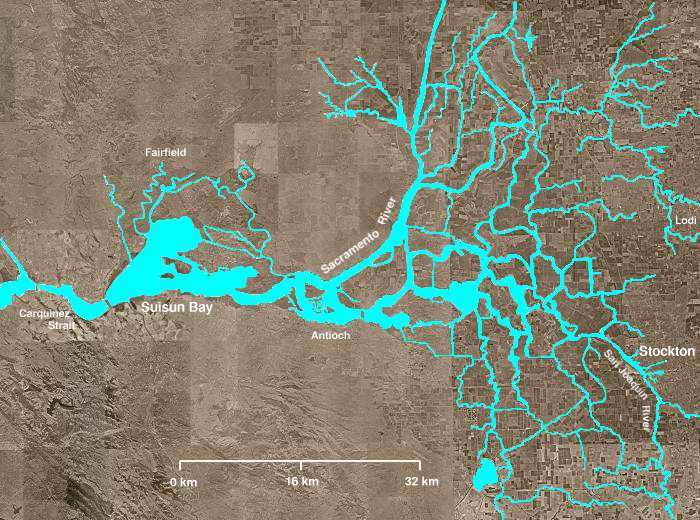
Das Sacramento-San Joaquin River Delta. Der Sacramento River fließt in das Binnendelta von der Nordseite, der San Joaquin River vom Südwesten